# أليخاندرو ألفارادو غارسيا
أليخاندرو ألفارادو غارسيا هو قاضي وسياسي كوستاريكي، ولد في 9 يناير 1839، وتوفي في 11 سبتمبر 1922.